# Temporada de huracanes del Atlántico de 1991
La temporada de huracanes del Atlántico de 1991 fue la primera temporada desde 1984 en la que no se desarrollaron huracanes a partir de ondas tropicales, que son la fuente de la mayoría de los ciclones tropicales del Atlántico norte. La temporada de huracanes comenzó oficialmente el 1 de junio y terminó el 30 de noviembre de 1991. Fue la menos activa en cuatro años debido a una cizalladura del viento más alta de lo habitual en el océano Atlántico. La primera tormenta, Ana, se formó el 2 de julio frente al sureste de los Estados Unidos y se disipó sin causar efectos significativos. Otras dos tormentas tropicales de la temporada, Danny y Erika, no afectaron significativamente la tierra. Danny se disipó al este de las Antillas Menores y Erika pasó por las Azores antes de convertirse en extratropical. Además, hubo cuatro depresiones tropicales que no se desarrollaron. La segunda depresión de la temporada golpeó México con importantes lluvias acompañantes.
La tormenta más importante de la temporada fue el huracán Bob, que en su momento se encontraba entre los diez huracanes más costosos de Estados Unidos. Tras rozar los Outer Banks de Carolina del Norte y Long Island en Nueva York, el huracán tocó tierra en Rhode Island. Causó daños por valor de 1.500 millones de dólares (USD de 1991), principalmente en Massachusetts, y 17 víctimas mortales. El huracán más potente de la temporada fue Claudette, que alcanzó vientos máximos de 210 km/h (130 mph) cerca de Bermudas. Pasó cerca de la isla, pero no causó daños. Fabián fue la única tormenta tropical que se movió sobre o cerca de Cuba o Florida, produciendo fuertes lluvias, pero sin daños. El huracán Grace, la última tormenta con nombre de la temporada, proporcionó la energía que condujo al desarrollo de una poderosa tormenta del noreste conocida como la Tormenta Perfecta. Originada a partir de una tormenta extratropical, la Tormenta Perfecta se intensificó mientras se desplazaba hacia el oeste, rumbo a Nueva Inglaterra, dejando 200 millones de dólares en daños y causando daños costeros desde Puerto Rico hasta Florida y hacia el norte a través de Canadá. Posteriormente se transformó en huracán sobre la Corriente del Golfo y finalmente se disipó sobre Nueva Escocia el 2 de noviembre.

## Pronósticos
Antes del inicio de la temporada, el experto en huracanes William M. Gray publicó su pronóstico de la actividad del año, una práctica anual que comenzó en 1984. A principios de abril, Gray anticipó una temporada "suave" con menos de diez tormentas tropicales, de las cuales menos de seis se convertirían en huracanes. Más tarde ese mes, el Centro de Investigación Meteorológica pronosticó diez tormentas con nombre y seis huracanes, de los cuales cinco se convertirían en huracanes mayores, mientras que tres afectarían a Estados Unidos. A principios de junio, Gray publicó un informe actualizado que predijo la formación de ocho tormentas tropicales, cuatro huracanes y un huracán mayor. El total revisado de junio estuvo muy cerca de la actividad real de la temporada, con la excepción del pronóstico de un huracán importante menos. Sin embargo, una revisión posterior en agosto anticipó incorrectamente menos actividad, cuando Gray predijo siete tormentas y tres huracanes.

## Resumen de la temporada
La actividad general fue inferior a lo normal. Esto se debió en parte a la disminución de la ciclogénesis tropical de las ondas tropicales africanas, que son vaguadas que se mueven a través del océano con convección asociada. En la mayoría de las temporadas, la mayoría de las tormentas se desarrollan a partir de ondas tropicales. De los doce ciclones tropicales de la temporada, solo cinco se originaron a partir de ondas tropicales; además, solo tres de las ocho tormentas tropicales fueron de ondas tropicales, y ninguna tuvo las características de un huracán de tipo Cabo Verde. Desde finales de abril hasta finales de noviembre, hubo 73 ondas tropicales que salieron de la costa oeste de África. El total fue superior al promedio, aunque muchas de ellas estaban mal definidas y tenían poca actividad de tormentas eléctricas. Las ondas atravesaron el Océano Atlántico más al sur de lo normal, por lo general no se volvieron convectivamente activas hasta que se movieron a través del norte de América del Sur. La ciclogénesis también se vio suprimida por una cizalladura del viento superior a lo normal, así como por las bajas cantidades de lluvia en el Sahel. Tampoco hubo tormentas tropicales en el Golfo de México por tercera vez en el siglo XX, después de 1927 y 1962. La actividad de la temporada se reflejó con un índice de Energía Ciclónica Acumulada (ACE) bajo de 36 unidades.

## Ciclones tropicales

### Tormenta tropical Ana
La primera tormenta de la temporada fue Ana, que se originó en una depresión de núcleo frío que persistió al este de Jacksonville, Florida, hasta el 25 de junio de 1991. El sistema se movió en sentido horario alrededor de un anticiclón ubicado sobre Florida. La depresión de núcleo frío se desarrolló gradualmente hacia la superficie, y el 29 de junio se formó una zona de baja presión dentro de una vaguada superficial sobre las Bahamas. Se desplazó hacia el oeste a través del sur de Florida, dejando fuertes lluvias a su paso. Punta Gorda registró un máximo estatal de 200 mm (7,86 pulgadas) de precipitación. La baja presión se movió hacia el noroeste y luego se curvó hacia el noreste, saliendo al océano Atlántico cerca de San Agustín a primeras horas del 2 de julio. Aunque inicialmente estaba desorganizada a medida que se movía mar adentro, la convección rápidamente se organizó y para las 1800 UTC de ese día se había convertido en la depresión tropical Uno a unas 85 millas (137 km) al sur de Charleston, Carolina del Sur. A medida que la depresión se desplazó hacia el noreste en paralelo a la costa este de los Estados Unidos, dejó caer lluvias ligeras, aunque en algunas zonas de Virginia se registraron más de 5 pulgadas (130 mm). A última hora del 3 de julio, una boya reportó vientos sostenidos de 61 km/h (38 mph) durante ocho minutos y medio. Como resultado, el Centro Nacional de Huracanes elevó la categoría de la depresión a tormenta tropical Ana. La tormenta aceleró hacia el este-noreste hacia una zona frontal estancada, entrando en una zona de mayor cizalladura del viento. A pesar de estas condiciones hostiles, Ana se fortaleció ligeramente, alcanzando vientos máximos de 80 km/h (50 mph). Al desplazarse sobre aguas más frías e interactuar con la zona frontal, la circulación se expandió a medida que las tormentas eléctricas disminuyeron. El 5 de julio, Ana se volvió extratropical en el norte del océano Atlántico, a unos 1090 km (680 mi) al sur de Cabo Race.

### Depresión tropical Dos
El 20 de junio de 1991 surgió una onda tropical frente a las costas de África y no se produjo ningún desarrollo significativo hasta que se convirtió en la depresión tropical Dos en el oeste del Golfo de México el 5 de julio. En su primer aviso, se emitió un aviso de tormenta tropical desde la Bahía de Baffin, Texas, hacia el sur hasta Tampico, Tamaulipas. Al acercarse a la costa de México, la depresión alcanzó su intensidad máxima con vientos de 56 km/h (35 mph) y una presión mínima de 1007 mbar (29.7 inHg). Al no intensificarse aún más, la Depresión Tropical Dos tocó tierra cerca de La Pesca, Tamaulipas, el 6 de julio. El Centro Nacional de Huracanes emitió el aviso final el 7 de julio, aunque la circulación persistió hasta el 9 de julio al suroeste de Texas. La depresión solo tuvo impactos menores en México y Texas, aparte de las lluvias. Las precipitaciones fueron más intensas en el estado de San Luis Potosí, donde se alcanzaron 444 mm (17.47 pulgadas) en Tamazunchale.

### Huracán Bob
El huracán Bob se originó a partir de un frente frío en descomposición y se convirtió en una depresión tropical a primeras horas del 16 de agosto cerca de las Bahamas. Produjo un área de convección organizada y la depresión se intensificó hasta convertirse en la tormenta tropical Bob aproximadamente 18 horas después de formarse. Se organizó gradualmente sobre la Corriente del Golfo y, según los informes de los cazadores de huracanes,  Bob alcanzó el estatus de huracán el 17 de agosto. Poco después, el huracán comenzó a girar hacia el norte-noreste en respuesta a una dorsal subtropical sobre el Atlántico y la vaguada sobre el sureste de Estados Unidos. Tras intensificarse aún más frente a las Carolinas, Bob alcanzó vientos máximos de 185 km/h (115 mph) al este de Virginia el 19 de agosto, convirtiéndose en un huracán de gran magnitud. Las temperaturas superficiales del mar, significativamente más bajas, provocaron su debilitamiento. Tras rozar Long Island, el centro de Bob se desplazó sobre Block Island, Rhode Island. Unos 40 minutos después, azotó Newport, Rhode Island, con vientos de 160 km/h (100 mph), convirtiéndolo en un huracán de categoría 2. Se debilitó rápidamente a tormenta tropical mientras se desplazaba por el resto de Nueva Inglaterra, llegando a Rockport, Maine, a primeras horas del 20 de agosto. Tras cruzar Nuevo Brunswick, Bob se volvió extratropical en el Golfo de San Lorenzo y duró nueve días más antes de disiparse al oeste de Portugal.
El huracán afectó primero a las Carolinas, generando cuatro tornados confirmados y nueve no confirmados en Carolina del Norte. Una persona murió en Carolina del Norte y otra en Carolina del Sur, y aproximadamente el 10% de las casas en los Outer Banks sufrieron daños menores en los techos. A medida que la tormenta avanzaba por la costa, cayeron fuertes lluvias en el lado occidental del centro. Los fuertes vientos dejaron a 300.000 personas sin electricidad en Long Island. En el vecino Connecticut, fuertes vientos derribaron árboles en toda la región, y los daños fueron más graves en la zona sureste, cerca de la costa. Los daños fueron más graves cuando Bob tocó tierra por última vez, con ráfagas de viento de 169 km/h (105 mph) registradas en Block Island, Rhode Island. El huracán produjo una extensa erosión de la playa que destruyó las carreteras costeras del estado. Los daños económicos fueron mayores en Massachusetts, y a lo largo del paso de Bob por el sureste de Nueva Inglaterra, más del 60% de la población se quedó sin electricidad. Las mareas altas y los fuertes vientos destruyeron embarcaciones y viviendas a lo largo de la costa de Massachusetts. Las lluvias más fuertes del huracán cayeron en el Aeropuerto Internacional de Portland, en Maine, donde cayeron 209 mm durante su paso. En todo Estados Unidos, los daños ascendieron a 1.500 millones de dólares (dólares estadounidenses de 1991), incluidos más de 1.000 millones en Massachusetts. El elevado total de daños convirtió a Bob en uno de los diez huracanes más costosos de Estados Unidos en aquel momento. Además, se cobraron la vida de 15 personas en el país. En Canadá, las altas olas mataron a dos personas. En Fredericton, Nuevo Brunswick, vientos con fuerza de tormenta tropical derribaron árboles y cables eléctricos.

### Depresión tropical Cuatro
Una de las pocas ondas tropicales vigorosas de la temporada surgió de la costa occidental de África con una amplia zona de convección a finales de agosto. El 24 de agosto se convirtió en depresión tropical cerca de Cabo Verde. Al formarse inicialmente, la depresión tenía un área circular de convección cerca del centro. Inicialmente estaba bien organizada, pero no se esperaba que la depresión se intensificara debido a las temperaturas marginales del agua; los ciclones tropicales generalmente requieren aguas cálidas para desarrollarse. El 25 de agosto, el sistema perdió gran parte de su convección profunda y el 26 de agosto la depresión se disipó hacia el oeste-suroeste de las islas de Cabo Verde.

### Depresión tropical Cinco
Casi al mismo tiempo que se disipó el sistema anterior, otra onda tropical se movió hacia la costa de África el 26 de agosto. El 28 de agosto se formó como depresión tropical a unos 900 km (560 mi) al suroeste de Cabo Verde. Al desarrollarse, la depresión presentó una pequeña área de convección con una banda de lluvia en espiral, y el Centro Nacional de Huracanes (CNH) anticipó un fortalecimiento lento hasta alcanzar la categoría de tormenta tropical. Con una dorsal al norte, la depresión mantuvo una trayectoria general hacia el oeste. Finalmente, la depresión no logró organizarse significativamente. Para el 29 de agosto, presentaba una circulación amplia y poco organizada, con solo convección dispersa. Debido a las bajas temperaturas del agua, el sistema no pudo mantener una convección profunda y el 31 de agosto la depresión degeneró en una onda tropical a unas 400 millas (640 km) al este de las Antillas Menores.

### Huracán Claudette
Los orígenes de Claudette no fueron tropicales: se desarrolló el 4 de septiembre de 1991 a unas 650 millas (1.050 km) al sureste de Bermudas a partir de una perturbación de nivel superior. Después de su formación, se desarrolló lentamente mientras se movía hacia el suroeste y el 5 de septiembre se intensificó hasta convertirse en la tormenta tropical Claudette. Las condiciones eran favorables para el desarrollo, con una cizalladura del viento baja y un gran anticiclón que proporcionaba un flujo de salida, o el flujo de viento hacia afuera de una tormenta. El 6 de septiembre a las 0600 UTC, Claudette alcanzó la categoría de huracán. Experimentó una rápida intensificación y temprano el 7 de septiembre un vuelo de reconocimiento informó que Claudette alcanzó el estatus de huracán mayor con vientos de 115 mph (185 km/h). Según estimaciones satelitales, el huracán Claudette alcanzó su máxima intensidad con vientos de 210 km/h y una presión mínima de 944 mbar (27,9 inHg). Después de alcanzar su punto máximo, Claudette comenzó a debilitarse constantemente. Por esa época se emitió un aviso de huracán para la isla de Bermudas, que más tarde se transformó en advertencia. El huracán giró hacia el noroeste, pasando a 136 millas (219 kilómetros) al este de Bermudas como un huracán de categoría 1 el 8 de septiembre. Los vientos en la isla alcanzaron un máximo de 23 mph (37 km/h), con ráfagas de hasta 32 mph (51 km/h) y olas de hasta 8 pies (2,4 m) de altura. Para el 10 de septiembre, Claudette se debilitó a tormenta tropical a medida que avanzaba hacia el este. Al día siguiente, se deterioró aún más, alcanzando la categoría de depresión tropical, y al día siguiente, Claudette se convirtió en extratropical al suroeste de las Azores. Persistió dos días más hasta disiparse sobre las Azores.

### Tormenta tropical Danny
Una de las ondas tropicales más vigorosas de la temporada (que también provocó la formación del huracán Jimena en el Pacífico oriental) se observó por primera vez en África occidental el 2 de septiembre. Tres días después, emergió de la costa de Dakar y se adentró en el océano Atlántico tropical con bandas de lluvia alrededor de su convección. A primeras horas del 7 de septiembre, el sistema se organizó en la Depresión Tropical Siete a unos 480 km al sur-suroeste de Cabo Verde. Al desarrollarse, la depresión presentó una amplia circulación, ubicada en un ambiente generalmente favorable para la intensificación. Con una fuerte cresta al norte, la depresión avanzó continuamente hacia el oeste. Tras permanecer como depresión tropical durante aproximadamente 36 horas, el sistema se organizó mejor y desarrolló bandas bien definidas. Con base en estimaciones satelitales de intensidad, el NHC lo elevó a tormenta tropical Danny el 8 de septiembre. Al convertirse en tormenta tropical, solo se pronosticó un fortalecimiento lento, debido a la presencia de una vaguada en nivel superior a su oeste. La tormenta alcanzó vientos máximos de 80 km/h (50 mph), que se mantuvieron durante aproximadamente 36 horas. El 10 de septiembre, alcanzó su máximo organizativo tras desarrollar un denso cielo nublado central. Más tarde ese mismo día, una depresión en altura incrementó la cizalladura del viento sobre la tormenta, lo que expuso la circulación de la convección profunda. A medida que Danny se acercaba a las Antillas Menores, se debilitó a depresión tropical el 11 de septiembre. Más tarde ese mismo día, un vuelo de Cazadores de Huracanes no pudo localizar una circulación cerrada, lo que indicó que Danny degeneró en una onda tropical a unos 240 km (150 mi) al este de las Antillas Menores. Los remanentes se desplazaron hacia el noroeste y posteriormente hacia el norte antes de ser absorbidos por un sistema frontal.

### Tormenta tropical Erika
La tormenta tropical Erika se originó a partir de una onda tropical que salió de la costa de África el 2 de septiembre. Se desplazó hacia el noroeste, pasando por Cabo Verde al día siguiente. El sistema concentró la mayoría de las tormentas en la parte sur de la onda, ya que mantenía una circulación de baja intensidad muy extensa. Las tormentas comenzaron a formarse el 7 de septiembre, y el sistema se organizó en la Depresión Tropical Ocho al día siguiente, a unos 1480 km (920 mi) al noreste de las Antillas Menores; al mismo tiempo, se encontraba a medio camino entre el huracán Claudette y la tormenta tropical Danny. Al principio era difícil localizar el centro en las imágenes satelitales, pero a pesar de la proximidad con Claudette, las condiciones fueron generalmente favorables para la intensificación. A última hora del 9 de septiembre, la depresión se había organizado mucho mejor y, basándose en estimaciones satelitales, el NHC la elevó a tormenta tropical Erika. Tras convertirse en tormenta tropical, Erika comenzó a desplazarse hacia el noreste. Inicialmente, existía incertidumbre sobre si Erika o la cercana Claudette se convertirían en el sistema dominante mediante su interacción. El 10 de septiembre, la tormenta formó un denso manto nublado central al alcanzar vientos máximos de 97 km/h (60 mph). Aceleró hacia el este-noreste, rumbo a las Azores, a lo largo de la periferia norte de una dorsal, interactuando brevemente con Claudette. Para el 11 de septiembre, la convección había disminuido, dejando el centro expuesto mientras Erika experimentaba una transición extratropical. Poco después, atravesó las Azores y azotó la isla de São Miguel. La cercana isla de Santa María reportó vientos con fuerza de tormenta tropical con ráfagas de hasta 108 km/h (67 mph), lo que obligó al cierre del aeródromo durante varias horas. El 12 de septiembre, Erika se debilitó a depresión tropical antes de completar su transición a ciclón extratropical. Se disipó ese mismo día.

### Tormenta tropical Fabian
El origen de Fabián se debió a una onda tropical y un frente frío que entró al noroeste del Mar Caribe el 12 de octubre, lo que produjo una zona de tormentas eléctricas en el Golfo de Honduras. A las 13:00 UTC del 15 de octubre, un vuelo de Cazadores de Huracanes observó vientos sostenidos de 64 km/h (40 mph) al suroeste de la Isla de la Juventud. Con base en el informe, el Centro Nacional de Huracanes (NHC) designó el sistema como tormenta tropical Fabián, aunque posteriormente determinó que se había desarrollado como depresión tropical ese mismo día. Con un área de alta presión al norte, ya había un gran gradiente de presión que había producido vientos con fuerza de tormenta tropical sobre el área. Inicialmente, la tormenta estaba desorganizada y sus vientos más fuertes se localizaban principalmente al este del centro. Una vaguada de nivel superior que se movía hacia el este impartía un movimiento hacia el noreste así como una cizalladura del viento desfavorable. Después de alcanzar vientos máximos de 45 mph (72 km/h), Fabián cruzó la Isla de la Juventud antes de cruzar el oeste de Cuba. A primera hora del 16 de octubre, el centro se estaba volviendo difícil de localizar a medida que Fabian avanzaba por el estrecho de Florida. Posteriormente, la tormenta atravesó las Bahamas y se volvió extratropical al interactuar con un frente que se acercaba.
Cuando se formó Fabián, el gobierno cubano emitió una alerta de tormenta tropical desde La Habana hasta la provincia de Ciego de Ávila y la Isla de la Juventud. También se emitió una vigilancia de tormenta tropical para los Cayos de Florida y una alerta de tormenta tropical para las Bahamas. Antes de que la tormenta azotara Cuba continental, produjo ráfagas de viento de hasta 64 km/h (40 mph) en Cayo Largo del Sur. Su principal impacto se debió a las fuertes lluvias en un período de 24 horas, que alcanzaron un máximo de 160 mm (6,2 pulgadas) en Caonao, en la costa sur de Cuba. En un período de seis horas, Punta del Este registró 130 mm (5 pulgadas). Antes del paso de la tormenta, dos parques estatales fueron cerrados en los Cayos de Florida y se abrieron algunos refugios contra tormentas en el condado de Dade. A su paso por el este del estado, dejó precipitaciones cerca de la costa que alcanzaron un máximo de 106 mm (4,19 pulgadas) en Conch Key. En los Cayos de Florida, la Oficina del Servicio Meteorológico Nacional en Cayo Hueso registró vientos sostenidos de 45 km/h (28 mph) con ráfagas de hasta 51 km/h (32 mph). Solo se produjeron inundaciones aisladas desde el sistema precursor hasta Fabian. En el sur de Florida, la Base de la Fuerza Aérea Homestead informó de precipitaciones de 3,68 pulgadas (93 mm), pero esto también se atribuyó al sistema frontal precursor, en lugar de a Fabian en sí.

### Depresión tropical Diez
Una onda tropical se movió frente a la costa de África el 19 de octubre. Al moverse hacia el oeste, desarrolló una circulación débil el 23 de octubre. A pesar de la presencia de una fuerte cizalladura, el sistema se transformó en depresión tropical a las 22:00 UTC del 24 de octubre, a unas 1.100 millas (1.800 kilómetros) al este de las Antillas Menores. Esto se basó en una calificación de 1,5 en la técnica Dvorak, que es un método para estimar la intensidad de los ciclones tropicales vía satélite. En el momento de su desarrollo, la depresión tenía una pequeña área de convección cerca y al este del centro y, debido a la cizalladura del viento, nunca se esperó que se intensificara. Para el 25 de octubre, la circulación se había disociado de la convección. La depresión se disipó poco después sin afectar la tierra.

### Huracán Grace
El 23 de octubre se formó una depresión de nivel medio al sur de Bermudas. Dos días después, se había convertido en una depresión superficial, y el 26 de octubre se convirtió en una tormenta subtropical. El sistema se clasificó como tal debido a la falta inicial de convección profunda sobre el centro, aunque, tras un aumento de tormentas eléctricas, el Centro Nacional de Huracanes (NHC) lo reclasificó como tormenta tropical Grace a última hora del 27 de octubre. Para entonces, la tormenta había seguido una trayectoria generalmente hacia el noroeste. Grace continuó intensificándose y organizándose y, según informes de Hurricane Hunter, la tormenta se convirtió en huracán a principios del 28 de octubre. Poco después, Grace giró bruscamente hacia el este debido a la influencia de un ciclón extratropical que se intensificaba rápidamente frente a la costa de Nueva Inglaterra. En el centro de Grace se formó un ojo, a pesar de la convección superficial. A medida que el huracán aceleró hacia el este, alcanzó una intensidad máxima de 160 km/h el 29 de octubre. El rápido movimiento provocó una asimetría en el campo de viento y el centro pasó aproximadamente a 80 km al sur de Bermudas sin afectar significativamente a la isla. Un frente frío que se acercaba rápidamente absorbió a Grace el 29 de octubre, aportando humedad a la tormenta extratropical en desarrollo que finalmente se conoció como la Tormenta Perfecta. As a tropical cyclone, Grace produced squally conditions across Bermuda, Como ciclón tropical, Grace generó borrascas en las Bermudas, pero no se reportaron daños. El huracán generó fuertes oleajes en la costa este de Estados Unidos, lo que provocó una ligera erosión en las playas.

### Huracán sin nombre
El precursor de la tormenta final de la temporada fue un fuerte ciclón extratropical comúnmente conocido como la Tormenta perfecta. Se originó a partir de una zona de baja presión que se formó frente a la costa atlántica canadiense el 28 de octubre. El sistema se desplazó hacia el sur y el oeste gracias a una dorsal al norte, alcanzando su máxima intensidad. La tormenta azotó la costa este de Estados Unidos con olas altas e inundaciones costeras, antes de virar al suroeste y debilitarse. Al moverse sobre aguas más cálidas, el sistema pasó a ser un ciclón subtropical antes de transformarse en tormenta tropical. Describió un círculo frente a los estados del Atlántico Medio y giró hacia el noreste. El 1 de noviembre, el sistema se convirtió en un huracán de pleno derecho con vientos máximos de 120 km/h (75 mph). El sistema tropical se debilitó y golpeó Nueva Escocia como una tormenta tropical antes de disiparse.
Los daños ascendieron a más de 200 millones de dólares (dólares de 1991) y el número de muertos fue de trece. La mayor parte de los daños se produjeron mientras la tormenta era extratropical, después de que olas de hasta 9,1 m (30 pies) azotaran la costa desde Canadá hasta Florida y, al sureste, hasta Puerto Rico. En Massachusetts, donde los daños fueron más graves, más de 100 viviendas resultaron destruidas o gravemente dañadas. Al norte, más de 100 casas se vieron afectadas en Maine, incluida la casa de vacaciones de George W. Bush, el presidente en ese momento.Más de 38.000 personas se quedaron sin electricidad y a lo largo de la costa altas olas inundaron carreteras y edificios. En algunas partes de Nueva Inglaterra, los daños fueron peores que los ocasionados por el huracán Bob dos meses antes. Sin embargo, además de las inundaciones causadas por las mareas en los ríos, los efectos de la tormenta se produjeron principalmente en la costa. Una boya frente a la costa de Nueva Escocia informó una altura de ola de 100,7 pies (30,7 m), la más alta jamás registrada en las aguas costeras de la provincia.. En medio de la tormenta, el Andrea Gail se hundió, cobrándose la vida de sus seis tripulantes, lo que más tarde inspiró el libro y la película La tormenta perfecta.Frente a la costa de Nueva York, un helicóptero de la Guardia Costera se quedó sin combustible y se estrelló, y aunque cuatro miembros de su tripulación fueron rescatados, uno murió. Dos personas murieron tras el naufragio de su embarcación frente a Staten Island. Las fuertes olas arrastraron a una persona hasta la muerte tanto en Rhode Island como en Puerto Rico, y otra persona fue arrojada desde un puente en Nueva York. El ciclón tropical que se formó al final de la tormenta causó poco impacto, limitándose a cortes de electricidad y carreteras resbaladizas; una persona murió en Terranova en un accidente de tránsito relacionado con la tormenta.

## Nombres de los ciclones tropicales
La siguiente lista de nombres se utilizó para las tormentas con nombre que se formaron en el Atlántico norte en 1991. Esta es la misma lista utilizada para la temporada de 1985, con la excepción de los nombres Erika y Grace, que reemplazaron los nombres Elena y Gloria después de esa temporada. Tanto Erika como Grace fueron utilizadas por primera vez en 1991.
| - Ana - Bob - Claudette - Danny - Erika - Fabian - Grace | - Henri (sin usar) - Isabel (sin usar) - Juan (sin usar) - Kate (sin usar) - Larry (sin usar) - Mindy (sin usar) - Nicholas (sin usar) | - Odette (sin usar) - Peter (sin usar) - Rose (sin usar) - Sam (sin usar) - Teresa (sin usar) - Victor (sin usar) - Wanda (sin usar) |

Además, la Tormenta Perfecta de octubre de 1991 posteriormente se convirtió en un huracán; el Centro Nacional de Huracanes no le dio nombre debido a los graves daños y al interés de los medios en la tormenta extratropical predecesora.

### Nombres retirados
- La Organización Meteorológica Mundial (OMM) retiró el nombre Bob de las listas de nombres de huracanes del Atlántico tras la temporada de 1991 debido a su alto impacto. El nombre fue reemplazado por Bill para la temporada de 1997.[98][99]

## Estadísticas de temporada
Esta es una tabla de todas los sistemas que se han formado en la temporada de 1991. Incluye su duración, nombres, áreas afectada(s), indicados entre paréntesis, daños y muertes totales. Las muertes entre paréntesis son adicionales e indirectas, pero aún estaban relacionadas con esa tormenta. Los daños y las muertes incluyen totales mientras que la tormenta era extratropical, una onda o un baja, y todas las cifras del daño están en USD 1991.
| DT | TT | 1 | 2 | 3 | 4 | 5 |

| Nombre                  | Fechas activo                  | Categoría de tormenta en intensidad máxima | Vientos máx. (km/h) | Presión min (hPa) | ACE     | Áreas afectadas                  | Áreas afectadas                  | Áreas afectadas                  | Daños (en millones USD) | Muertos |
| Nombre                  | Fechas activo                  | Categoría de tormenta en intensidad máxima | Vientos máx. (km/h) | Presión min (hPa) | ACE     | Lugar                            | Fecha                            | Vientos (km/h)                   | Daños (en millones USD) | Muertos |
| ----------------------- | ------------------------------ | ------------------------------------------ | ------------------- | ----------------- | ------- | -------------------------------- | -------------------------------- | -------------------------------- | ----------------------- | ------- |
| Ana                     | 2 – 5 de julio                 | Tormenta tropical                          | 85 (50)             | 1000              | 1.2525  | Ninguno                          | Ninguno                          | Ninguno                          | N/A                     | 0       |
| Dos                     | 5 – 7 de julio                 | Depresión tropical                         | 55 (35)             | 1007              | 0       | Ninguno                          | Ninguno                          | Ninguno                          | N/A                     | 0       |
| Bob                     | 16 – 20 de agosto              | Huracán categoría 3                        | 185 (115)           | 960               | 7.965   | Newport (Rhode Island)           | 19 de agosto                     | 155 (100)                        | $1.7 mil millones       | 15 (2)  |
| Cuatro                  | 24 – 26 de agosto              | Depresión tropical                         | 55 (35)             | 1009              | 0       | Ninguno                          | Ninguno                          | Ninguno                          | N/A                     | 0       |
| Cinco                   | 28 – 31 de agosto              | Depresión tropical                         | 55 (35)             | N/A               | 0       | Ninguno                          | Ninguno                          | Ninguno                          | N/A                     | 0       |
| Claudette               | 4 – 12 de septiembre           | Huracán categoría 4                        | 215 (130)           | 944               | 14.0125 | Ninguno                          | Ninguno                          | Ninguno                          | N/A                     | 0       |
| Danny                   | 7 – 11 de septiembre           | Tormenta tropical                          | 85 (50)             | 998               | 2.0625  | Ninguno                          | Ninguno                          | Ninguno                          | N/A                     | 0       |
| Erika                   | 8 – 12 de septiembre           | Tormenta tropical                          | 95 (60)             | 997               | 1.97    | Ninguno                          | Ninguno                          | Ninguno                          | N/A                     | 0       |
| Fabián                  | 15 – 16 de octubre             | Tormenta tropical                          | 75 (45)             | 1002              | 0.7625  | Isla de la Juventud              | 16 de octubre                    | 75 (45)                          | N/A                     | 0       |
| Diez                    | 24 – 25 de octubre             | Depresión tropical                         | 45 (30)             | 1009              | 0       | Ninguno                          | Ninguno                          | Ninguno                          | N/A                     | 0       |
| Grace                   | 25 – 29 de octubre             | Huracán categoría 2                        | 165 (105)           | 980               | 3.825   | Ninguno                          | Ninguno                          | Ninguno                          | N/A                     | 0       |
| AL12                    | 31 de octubre – 2 de noviembre | Huracán categoría 1                        | 120 (75)            | 972               | 2.1175  | Ninguno                          | Ninguno                          | Ninguno                          | $200 millones           | 13      |
| Totales de la temporada |                                |                                            |                     |                   |         |                                  |                                  |                                  |                         |         |
| 12 ciclones             | 2 de julio – 2 de noviembre    |                                            | 215 (130)           | 944               | 31.905  | 2 ciclones que han tocado tierra | 2 ciclones que han tocado tierra | 2 ciclones que han tocado tierra | $1.77 mil millones      | 30      |